# 雪娘 (オペラ)
『雪娘』（ゆきむすめ、ロシア語: Снегурочка — Весенняя сказка）は、ニコライ・リムスキー＝コルサコフが1880年から1881年にかけて作曲し、1882年に初演されたロシア語のオペラ。『春のおとぎ話』という副題を持つ。
プロローグと4幕から構成される。演奏時間は3時間15分。

## 概要
アレクサンドル・オストロフスキーの戯曲『雪娘』（1873年）にもとづき、リムスキー＝コルサコフ本人が台本を書いた。作曲は1880年2月に開始し、1881年3月26日に完成した。
1882年1月29日（グレゴリオ暦では2月10日）、サンクトペテルブルクのマリインスキー劇場で初演された。ナプラヴニク指揮、雪娘をヴェリンスカヤ、マロースをフョードル・ストラヴィンスキー、春の美をマリヤ・カメンスカヤ、レーリをビチューリナが演じ、好評を博した。
オストロフスキーの劇はチャイコフスキーの付随音楽（全19曲）つきで1873年に上演されたが、リムスキー＝コルサコフのオペラの中にはチャイコフスキーのものと同一名の曲が多く含まれているだけでなく、同じ民謡に基づいていることもある。
リムスキー＝コルサコフは本作を自分の最高傑作と考えていた。この作品を分析した本を書く予定もあったが、1905年にその概要と主題の分類について書くにとどまった。それによれば、神話的な存在（マロース、春の美、森の精など）には三全音や全音音階による人工的な和声を、普通の人間にはロマン派オペラの通常の音楽を、合唱には旋法的な民謡を割りあてている。
ライトモティーフを使っているが、ワーグナーとは異なって複雑な交響的な構造には組み入れられず、またライトハーモニーとも言うべき指導的な和声的進行を持つ。
登場人物は楽器によっても表され、雪娘はフルート、レーリはクラリネットで表される。また自然描写の色彩的な管弦楽法にも優れる。

## 楽器編成
フルート3（2番と3番はピッコロ持ちかえ）、オーボエ2（2番はコーラングレ持ちかえ）、クラリネット2（2番はバスクラリネット持ちかえ）、ファゴット2、ホルン4、トランペット2、トロンボーン3、チューバ、ティンパニ、シンバル、トライアングル、タンバリン、タムタム、バスドラム、鐘、ピアノ、ハープ、弦5部。

## 登場人物
- 雪娘（ソプラノ）
- マロース（バス）- 雪娘の父。
- 春の美（メゾソプラノ）- 雪娘の母。
- 森の精（テノール）
- 精進祭（マースレニツァ）のカカシ（バス）
- バクラ（テノール）- 貧しい農民
- バクラの妻（メゾソプラノ）
- レーリ（アルト）- 羊飼い
- クパヴァ（ソプラノ）- 裕福な村人の娘
- ミズギール（バリトン）- 行商人
- ベレンディ皇帝（テノール）
- ベルミャータ（バス）- 皇帝の側近
- 布令役1・2（テノール、バス）
- 小姓（メゾソプラノ）

## あらすじ
先史時代のベレンディ国を舞台とする。

### プロローグ
森の精は冬の終わりを告げるが、15年前、春の美がマロースと戯れて子（雪娘）を産み、太陽神ヤリーロの嫉妬と怒りを買って以来、この国では春も夏も寒さが和らぐことがない。春の美は小鳥たちに踊りを踊らせる。
やってきたマロースと春の美は相談し、雪娘を森の外に住まわせることにする。雪娘は川向うの人間の村に住みたいと言い、レーリの歌声を聞くと身も溶けるようだという。この言葉をマロースは心配し、人間のもとに住むことは許すが、森の精に雪娘を見張らせることにする。
川向うの村では精進祭（マースレニツァ）のさなかで、村人たちが季節の変化を歌っている。雪娘を見たバクラとその妻は彼女を養女にしたいと願い、聞きとどけられる。

### 第1幕
バクラの家で、レーリが雪娘のために歌おうとするが、雪娘はなぜレーリが褒美にキスを求めるのか理解できず、かわりに花を渡す。レーリは渡された花をそこに置いたまま他の娘の方に行ってしまう。雪娘は自分の心が冷たいことを嘆く。
クパヴァとミズギールは婚礼の準備に忙しい。ふたりは雪娘のところにやってくるが、ミズギールが雪娘にひと目ぼれしてしまい、クパヴァは怒って去る。バクラ夫妻は、羊飼いのレーリより金持ちのミズギールを選ぶように言う。
村人たちはミズギールの変心を非難するが、ミズギールは雪娘一筋で、クパヴァには目もくれない。村人たちは問題を皇帝に訴え出ることにする。

### 第2幕
盲目のグースリ弾きがベレンディ皇帝賛歌を歌う。ベルミャータは季節外れの寒波をこぼす。ベレンディ国はヤリーロ神の不興を買って15年にわたって夏が短いのだった。皇帝はヤリーロの日に集団結婚式を行うことで問題を解決しようとする。
クパヴァがやってきて、ミズギールの心変わりの問題を訴える。布令役が人々を集め、人々は皇帝を称賛する。ミズギールははじめ流刑を申しわたされるが、雪娘が登場すると皇帝はその美しさに息を呑む。彼女が愛情を知らないことを知ると、彼女の心に愛を呼びさますことができたものに褒美を取らせようという。ミズギールはその役を熱心に望み、皇帝は許す。

### 第3幕
森の空き地で村人たちは歌い踊り、皇帝がそれを観る。皇帝はレーリの歌を褒め、褒美として好きな娘を選んでキスできるという。レーリはクパヴァにキスし、雪娘は悲しむ。
夜がふけて人々が去った後、ミズギールは雪娘に求愛するが、雪娘は逃げる。森の精が彼女を守って雪娘の幻覚を見せ、ミズギールを道に迷わせる。
愛しあうレーリとクパヴァのもとに雪娘があらわれ、クパヴァを非難するが、レーリは雪娘の心がまだ凍ったままだと指摘する。雪娘は自分が愛を知らなければならないと考える。

### 第4幕
夜明け前。雪娘は母の春の美の助けを求める。春の美が愛を与えると花たちが雪娘に歌いかける。
ミズギールが再び雪娘に迫るが、今度は雪娘は彼の愛を受け入れる。しかし愛を知った雪娘はヤリーロに見つかると溶けてしまうため、日差しを避けるように頼む。
皇帝はヤリーロの日を祝う。ミズギールと雪娘は結婚しようとするが、その時に朝日がさしこみ、雪娘は溶けて消える。絶望したミズギールは湖に身を投げて死ぬ。一連の出来事は太陽神の怒りが終わったことを意味すると皇帝は説明し、人々にヤリーロをたたえさせる。11⁄4拍子の特異なヤリーロ賛歌の合唱で劇を終える。

## 管弦楽組曲
1895年にリムスキー＝コルサコフは、オペラの中の曲を元に管弦楽組曲を作った。4つの楽章からなる。演奏時間は約15分。
1. 導入曲
2. 鳥たちの踊り - プロローグより
3. 皇帝の行進 - 第2幕より
4. 軽業師の踊り（スコモローフの踊り）- 第3幕より

「軽業師の踊り」が単独で演奏されることも多い。

## 夜の太陽
第一次世界大戦中の1915年にバレエ・リュスは『雪娘』の音楽をもとにしたバレエ『夜の太陽』(Soleil de nuit)をジュネーブとパリで上演した。レオニード・マシーンが振付を行い、ミハイル・ラリオーノフが舞台装置を担当した。この作品はマシーンの振付師としてのデビュー作となった。